# Dhar (Jammu en Kasjmir)
Dhar is een plaats in het district Doda van het Indiase unieterritorium Jammu en Kasjmir.

## Demografie
Volgens de volkstelling uit 2011 heeft Dhar een populatie van 2.232, waarvan 1.127 mannen en 1.105 vrouwen. Onder hen waren 401 kinderen met een leeftijd tot 6 jaar. De plaats had in 2011 een alfabetiseringsgraad van 61,71%. Onder mannen bedroeg dit 73,81% en onder vrouwen 49,28%.